# Clavières
Clavières (okzitanisch: Claveiras) ist ein zentralfranzösischer Ort und eine Gemeinde mit 193 Einwohnern (Stand: 1. Januar 2022) im Département Cantal in der Region Auvergne-Rhône-Alpes (vor 2016: Auvergne). Die Gemeinde gehört zum Arrondissement Saint-Flour und zum Kanton Neuvéglise-sur-Truyère.

## Lage
Clavières liegt etwa 15 Kilometer ostsüdöstlich von Saint-Flour. Im südöstlichen Gemeindegebiet entspringt das Flüsschen Gourgueyre und entwässert über die Desges zum Allier. Umgeben wird Clavières von den Nachbargemeinden Védrines-Saint-Loup und Chastel im Norden, Pinols im Nordosten, Auvers im Osten, Paulhac-en-Margeride im Südosten, Julianges und Lorcières im Süden, Chaliers im Westen und Südwesten sowie Ruynes-en-Margeride im Westen und Nordwesten.

## Bevölkerungsentwicklung
| Jahr                       | 1962 | 1966 | 1975 | 1982 | 1990 | 1999 | 2006 | 2017 |
| Einwohner                  | 476  | 477  | 433  | 337  | 308  | 265  | 245  | 209  |
| Quellen: Cassini und INSEE |      |      |      |      |      |      |      |      |

## Persönlichkeiten
- Alphonse Dommergue (1873–1954), Politiker